# 세사르 아스필리쿠에타
세사르 아스필리쿠에타 탕코(스페인어: César Azpilicueta Tanco, 1989년 8월 28일 ~ )는 스페인의 축구 선수로, 현재 라리가의 아틀레티코 마드리드와 스페인 축구 국가대표팀에서 풀백으로 활약하고 있다.

## 클럽 경력
고향 CA 오사수나의 유소년팀 출신으로, 아스필리쿠에타는 2007년 4월 8일, 0-2로 패한 레알 마드리드 CF 원정에서 라 리가 데뷔전에 당시 리저브팀에서 차출된 채 출전하였다. 그는 데뷔 초기에 미드필더였다.
2007-08 시즌, 타팀원들이 부상으로 빠짐에 따라, 아스필리쿠에타는 불과 18세의 나이에 주전자리를 꿰찼고, 그에 따라 오른쪽 수비수를 맡게 되었다. 그는 이후에도 같은 포지션으로 활약하였고, 이 시즌에 2경기를 제외하고 모두 출장하였다.
2010년 6월 21일, 프랑스 챔피언 올랭피크 드 마르세유는 그와 이적에 합의하였고, €7M 유로의 이적료에 4년 계약을 하였다. 1주 후, 나바라 측은 계약에 합의하였고, 출장횟수를 고려하여 이적료를 €9.5M
까지 인상하였다. 그의 UEFA 챔피언스리그 첫경기 상대는 FC 스파르타크 모스크바였는데, 그는 이 경기에서 아군 골네트를 갈라 자책골이자 이 경기의 결승골을 기록하였다.
2010년 11월 27일, 그는 4-0으로 승리한 몽펠리에 HSC전에서 초반에 골을 넣었고, 그의 소속팀은 리그 선두에 올랐으나, 아스필리쿠에타는 왼쪽 무릎 인대 부상을 당하였고, 6달동안 경기에 출장하지 못하게 되었다.
2012년 8월 24일, 그는 첼시 FC 로 이적했다. 9월 26일, 데뷔전인 캐피털 원 컵 1라운드 울버햄튼전에서 선발로 나서 팀의 6-0승리를 이끌었다.
그 후, 아스필리쿠에타는 이번 클럽 월드컵 우승으로 프리미어리그, FA컵, 리그컵, UEFA 챔피언스리그, 유로파리그, 클럽 월드컵까지 7개 대회 우승을 경험한 최초의 주장이 됐다.
2022년 8월 5일에 첼시와 2023-24시즌까지 2년 재계약 오피셜이 발표되었다. 이로서 2년 더 첼시의 주장을 할 수 있게 되었다.
2023년 7월 6일, 첼시는 공식 홈페이지를 통해 아스필리쿠에타와 계약 만료 1년을 앞두고 상호 합의하에 계약 해지로 결별한다고 발표하였고, 곧이어 아틀레티코 마드리드는 공식 홈페이지를 통해 아스필리쿠에타 영입을 발표하였다.

## 국가대표팀 경력
2007년, 아스필리쿠에타는 자국의 UEFA U-19 챔피언쉽 우승을 도왔다. 짧은 기간 이후, 그는 U-21팀으로 승격되어 스웨덴에서 개최된 UEFA U-21 챔피언쉽에 참가하였고, 세 경기에 모두 선발출전 하였으나, 스페인은 조기탈락 하였다.
2010년 5월 11일, 20세의 아스필리쿠에타는 비센테 델 보스케 감독에 의해 스페인 축구 국가대표팀의 남아공 FIFA 월드컵 30인 명단에 이름을 올렸으나, 최종 23인 엔트리에 선정되지는 못하였다.

## 개인 생활
아스필리쿠에타는 지수르 마요르에 태어났다. 아버지인 팔치 아스필리쿠에타는 화가이고, 어머니인 차로 탄코는 초등학교 교사이다. 아스필리쿠에타의 늙은 형제인 후안 파블로(1980년생)도 축구 선수였다. 그는 중앙 미드필더로 하급 리그 축구에만 참가했다. 은퇴 후, 후안 파블로는 감독으로 전환했다. 최근에는 그가 스페인의 테르세라 디비시온에서 CD Subiza의 감독으로 지냈다.
2015년 6월에 그는 장기 연인인 아드리아나 게렌디안과 결혼했다. 두 사람은 함께 두 딸과 한 아들을 두고 있다. 아드리아나는 2014년 3월에 두 사람의 첫째 딸 마르티나를 출산했다.
2018년 이후로 아스필리쿠에타는 영국 비 프로 리그 팀인 해시태그 유나이티드의 이사 및 공동 소유자로 활동하고 있으며, 이 팀은 이스미안 리그 프리미어 디비전에서 경기를 벌이고 있다. 2020년에 아스필리쿠에타는 자신의 이스포츠 팀, Falcons를 설립했다. 그는 스페인의 최고 선수이자 수백만명의 유튜브 구독자를 보유한 호세 안토니오 카초와 예수스 린콘과 함께 소유자이다.
아스필리쿠에타는 다중언어 구사자이다. 그는 스페인어, 프랑스어, 그리고 영어에 능통하다. 2021년 현재, 그는 온라인으로 비즈니스 관리 석사인 MBA 학위를 달성하기 위해 베를린 비즈니스 및 혁신 학교에서 공부하고 있다. 2023년 6월, 아스필리쿠에타는 자신의 인스타그램 페이지에서 하버드 비즈니스 스쿨에서 엔터테인먼트, 미디어 및 스포츠 분야의 비즈니스 학위를 성공적으로 마쳤고 학위를 취득했다고 발표했다.

## 기록

#### 올랭피크 드 마르세유(2010~2012)
- 쿠프 드 라 리그: 2010-11, 2011-12
- 트로페 데 샹피옹: 2010, 2011

#### 첼시 FC(2012~2023)
- 프리미어리그 : 2014-15, 2016-17
- 리그컵 : 2014-15
- FA컵 : 2017-18
- UEFA 챔피언스리그 : 2020-21
- UEFA 유로파리그 : 2012-13, 2018-19
- UEFA 슈퍼컵 : 2021
- FIFA 클럽 월드컵 : 2022

#### 스페인 연령별 대표팀
- UEFA U-17 챔피언십 : 2007

- UEFA U-21 챔피언십 : 2011